# 渡辺邦男
渡辺 邦男（わたなべ くにお、1899年（明治32年）6月3日 - 1981年（昭和56年）11月5日）は、大正・昭和期の俳優、映画監督。

## 経歴
静岡県田方郡三島町（現・三島市）出身。
旧制静岡県立沼津中学（現静岡県立沼津東高等学校）卒業後、早稲田大学商学部に入学し、浅沼稲次郎らと建設者同盟を結成し、左翼運動家として活躍。卒業後はコネで朝日新聞社の営業部に入るが、部長から「もぐり入社」と言われ憤然し退社。劇団に加わり地方巡業に出るが、解散の憂き目を見る。
仕事を求めて日活大将軍撮影所長・池永浩久に紹介される機会を持ち、面接で監督志望を伝えるが「3年間は俳優をしろ」と命じられ、初任給30円で雇われる。
1924年（大正13年）、『青春の歌』（村田実監督）で、運動会の応援団の旗手役で映画デビュー。大部屋女優と結婚するが、スタアの児島三郎と駆け落ちされるなど苦い下積み生活を送り、尾上松之助の吹き替えまでさせられる。その後、巨匠監督・池田富保の助監督になり、早撮りのテクニックをマスター。
1928年（昭和3年）、日活京都は太秦撮影所に移り、池田が長谷部義臣のペンネームで脚本を書いた『剣乱の森』で監督デビュー。
1929年（昭和4年）5月、姉の世話で結婚。
1934年（昭和9年）、各社競作になった『さくら音頭』で5日間徹夜し、9日間で撮りあげ、他社を出し抜いて公開し大成功。“早撮り監督”として認められる。日中戦争が激化すると戦地へ赴任。
1935年（昭和10年）、『召集令』という国策映画を撮る。同年ミュージカル調映画『うら街の交響楽』（1935年）が東京日々新聞社（現・毎日新聞社）第1回映画コンクールで1等入選。
1936年（昭和11年）、二・二六事件で高橋是清が暗殺されると、岡譲二を高橋役に据え、大作『高橋是清伝 前・後篇』を監督。評判になる。
1937年（昭和12年）、東宝に移籍。林長二郎（長谷川一夫）の松竹から東宝への移籍第一作『源九郎義経』を監督するが、林が松竹系の会社の雇ったヤクザに顔を斬られるテロ事件が起こり撮影中止。
1939年（昭和14年）、満州ロケを敢行し、復帰した長谷川と李香蘭を主演としたロマンスもの『白蘭の歌』が大ヒット。
1946年（昭和21年）、『緑の故郷』、『麗人』の2本を原節子主演で一気に撮りあげる。
この年、東宝撮影所内では東宝争議が起こる。渡辺は「菊旗同志会」という反共右派グループを主宰し、反組合のリーダー格となった。東宝社長・渡辺銕蔵からの命令を受けて、愚連隊の首領・万年東一に、日比谷の映画館のスト破りを依頼した。
1947年（昭和22年）、反組合の東宝脱退組で作られた新東宝に移り、同社第1作『今日は踊って』を監督。同年の富田常雄原作『誰か夢なき』は大学出のラグビー選手を巡る三人の女性のすれ違いメロドラマで、主題歌とともに新東宝最初のヒット作になった。以後、早撮りでプログラム・ピクチャーを量産しヒットを重ねる。
1952年（昭和27年）、「早撮りの巨匠」として超高給で東映に移籍し、ヒット作を連発。1953年には片岡千恵蔵主演の『大菩薩峠』三部作を10日で撮ったという（内田吐夢によるものとは別作品）。
1955年（昭和30年）、新東宝の新社長・大蔵貢に制作本部長格で招かれ、新東宝に復帰。神業的な中抜き撮影で、わずか1週間で撮り終わった作品もあった（通常の作品は30日から45日程度）。
1956年（昭和31年）、年間12本を撮影。経営危機に陥っていた新東宝は、「早く安く」をモットーとする大蔵社長の新方針の下、他の監督も渡辺に倣わせるほどであった。
1957年（昭和32年）、『明治天皇と日露大戦争』が封切りで8億円の配収をあげる史上空前の大ヒット。経営に苦しむ新東宝の負債を一気に返済させて救世主となり、「“渡辺天皇”」の異名をとる。続いて『ひばり三役　競艶雪之丞変化』も大ヒット。
1958年（昭和33年）、新東宝を退社。同年、大映オールスター映画『忠臣蔵』を大ヒットさせた後、美空ひばりとコンビで東映の『べらんめえ芸者』シリーズなど、東映、大映、松竹などでフリーで活躍する。しかし、その後は映画を撮る機会になかなか恵まれず、テレビに移るなど冷遇された（この時、中村吉右衛門主演の『右門捕物帖』(1969年、NTV系)の監修・初期回監督を手掛けている）。
1970年（昭和45年）、久々に撮った竹脇無我主演の『姿三四郎』（松竹）が最後の映画監督作品となる。
1975年（昭和50年）、勲三等瑞宝章を受章。
1976年（昭和51年）、健康を害し引退。
1981年（昭和56年）11月5日、肺炎のため死去。享年82。

## 人物・エピソード
「カット」を叫ぶ際、いつも被っている鳥打帽を地面に投げつけ、踏みにじる癖があった。『日蓮と蒙古大襲来』では、クレーンに乗って演出していることを忘れ、カットの際に思わず鳥打帽を投げるが、当然帽子は地面に落下。続いての癖で帽子を踏もうとした渡辺監督も足を踏み外し、地面に落下、「カット」と叫んだものの、病院行きとなった。これを見ていたなべおさみが、後年『シャボン玉ホリデー』での当たり役、キントト映画の監督のモデルとした。また演出中、入れ歯を外して手でもてあそんでいて、カチカチ鳴る音がノイズに入って何度もリテイクを出したことがある。
「クニさん」の愛称で親しまれ、口ヒゲがトレードマークだった。マキノ雅弘監督と並ぶ早撮りの名人であり、稲垣浩は「早撮りの西の横綱はクニさんである」と述べている。
昭和13、4年ごろ、弟子が予定日数の半分を過ぎてもいっくに仕事がはかどらないので、師匠の稲垣が応援していたとき、渡辺がちょうど『丹下左膳』を撮っていた。昼食時に二人が顔を合わせると、渡辺が「君ンとこは幾カット撮った？　オレのほうは30カットだ」と言ってきた。稲垣は10カットも撮っていなかった。夕食のとき、渡辺は「おい、70カットを越したぞオレのほうは」とニコニコしていた。その晩は互いに大徹夜を行い、翌朝食堂で顔を合わせると渡辺は「おい、160カットだぞ、どうだどうだ」とご満悦だった。稲垣が「こっちは85カットだが、そのかわり三千フィート回したぞ」と言うと、渡辺は悔しそうな顔で「チェッ、尺で負けたか!」と返した。稲垣は「よほどシャクだったらしい」と、このときの渡辺の様子を語っている。

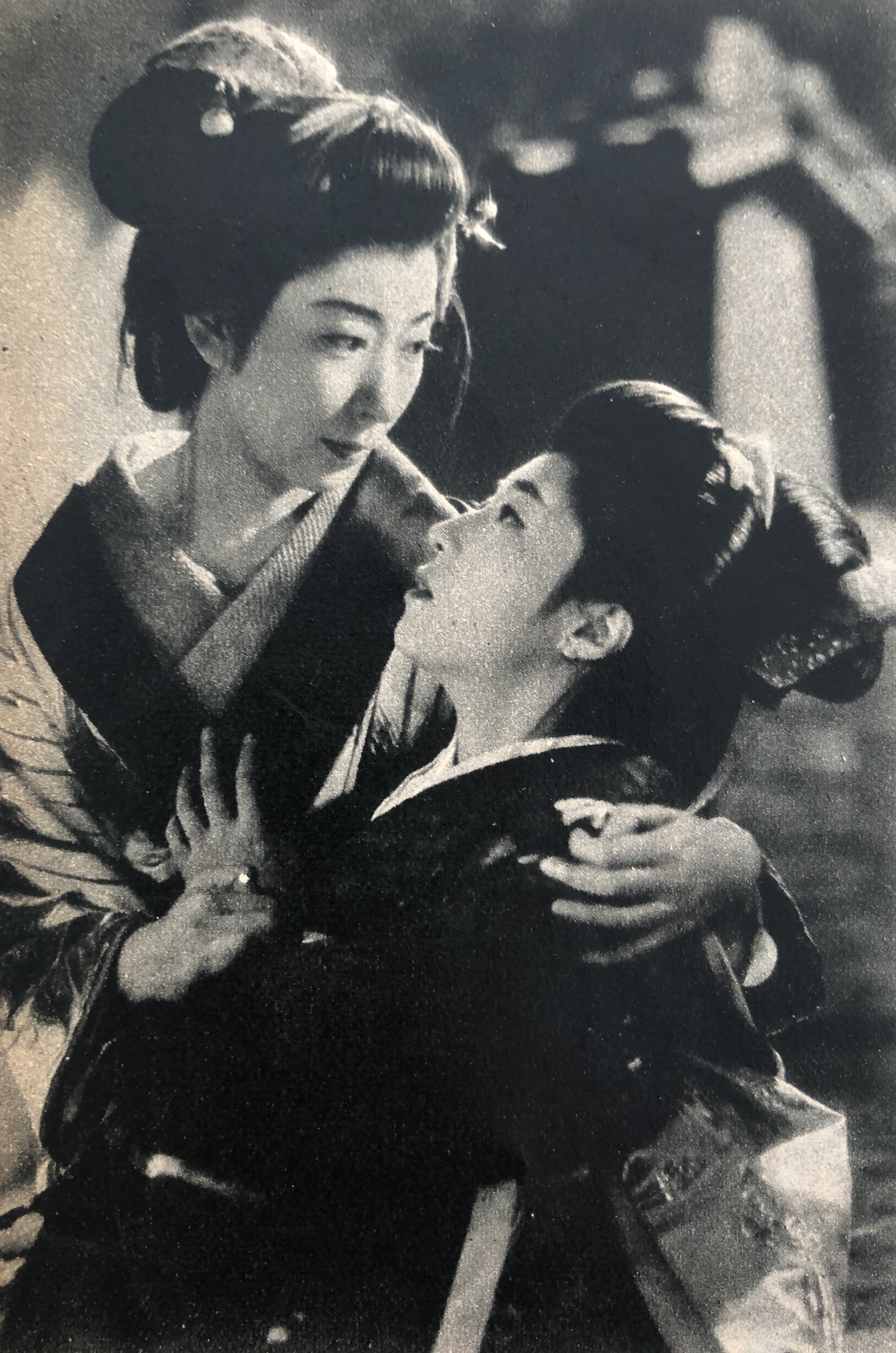
渡辺が監督し、新東宝で製作された『隠密若衆』（1955年）

新東宝映画の生みの親であり、大蔵貢の社長就任後は「娯楽映画の巨匠」と呼ばれた手腕で新東宝の建て直しを図っている、昭和32年の『明治天皇と日露大戦争』では、大蔵社長とともに企画を立ち上げていて、嵐寛寿郎に天皇役をひきうけるよう説得にあたっている。アラカンが「そらあきまへん、不敬罪ですわ、右翼が殺しに来よります」と慌てて断ったが、渡辺は涼しい顔で「大丈夫や、ボクかて右翼やないか」と答えたという。アラカンは「身体はこまいが肝っ玉は太い」とこの監督を評している。
新東宝映画は映画評論界からは「B級・娯楽専門」としてあしらわれ、ジャーナリストたちは試写にも来なかった。渡辺が昭和31年に撮った『怨霊佐倉騒動』は、立ち回りのない異色の時代劇で、名主役で主演のアラカンが刑場で子供を先に討たれて「我々を先に殺してくれ!」と絶叫する場面がクライマックスだったが、映画批評ではありもしない「ラストの立ち回りに迫力がある」などと書かれる有様だった。対する大蔵社長も『明治天皇と日露大戦争』以降、柳の下の泥鰌を狙って天皇映画に熱中する一方だった。アラカンは「このあたりがゆうならワテの別れ道、渡辺監督はとっくに大蔵貢はんに見切りをつけておりました。『明治天皇と日露大戦争』であてて、もうひとつおまけに『雪之丞変化』、美空ひばりでしこたま会社に金を儲けさせて、新東宝から去っていかはりました」と語っている。
六男七女の8番目で三男。ヤス夫人との間に一男三女があり、息子・渡辺邦彦は東宝で監督になった。長兄の友雄は三島市長を務め、姉の百合（ゆり）は河井道の門下生でコロンビア大学を卒業し恵泉女学園の理事を務めているが、PWCのボナー・フェラーズとともに極東国際軍事裁判（東京裁判）の天皇訴追回避に尽力した「一色ゆり（一色乕児と結婚）」の名で知られる。
日本が太平洋戦争に敗北すると、戦意高揚映画に関わった製作者たちがGHQからの厳しい追及と尋問を受けたが、ほとんどの監督が軍部に脅されて仕方なく撮ったなどの姑息な言い訳に終始する中、渡辺だけは「国を護るために撮った。自分なりのやり方で戦ったまでだ」などと主張、尋問に当たっていた米軍将校はすっくと立ち上がると渡辺に両手を差し出し「この国に来て初めてサムライに会った」と言いながら握手を求めたという。
本人の計算では作品数225本。テレビで前述の『右門捕物帖』を始め、『姿三四郎』（1963～1964年、1970年）、『柔』（1964～1965年）、『明治天皇』（1966年）、『旗本退屈男』（1973～74年）など209本を監督した。
渡辺が監督した映画『うら街の交響楽』(1935年)等の原作者で、テレビドラマ『エノケンのホームラン王』(1955年)の脚本も担当した サトウハチローは、「エジプト猫のミイラ殿〈渡辺邦男の歌〉」という詩を書いている。

## 主な監督作品
- 剣を越えて（昭和5年）
- 腕一本（昭和5年）
- 裸一貫（昭和6年）
- さくら音頭（昭和7年）
- うら街の交響楽（昭和10年）
- 高橋是清伝（昭和11年）
- 検事とその妹（昭和12年）
- 白蘭の歌（昭和14年）
- 決戦の大空へ（昭和18年）
- 命の港（昭和19年）
- 後に続くを信ず（昭和20年）
- 麗人（昭和21年）
- 誰か夢なき（昭和22年）
- 異国の丘（昭和24年）
- エノケンの拳闘狂一代記（昭和24年）
- 快傑鉄仮面（昭和26年）
- チャッカリ夫人とウッカリ夫人（昭和27年）
- 犬神家の謎 悪魔は踊る（昭和29年）
- 鬼姫競艶録（昭和31年）
- はりきり社長（昭和31年）
- 明治天皇と日露大戦争（昭和32年）
- 忠臣蔵（昭和33年）
- 日蓮と蒙古大襲来（昭和33年）
- 伊賀の水月（昭和33年）
- 蛇姫様（昭和34年）
- 二人の武蔵（昭和35年）
- 水戸黄門海を渡る（昭和36年）
- 長脇差忠臣蔵（昭和37年）
- べらんめえ芸者と大阪娘（昭和37年）
- 姿三四郎（昭和45年）

## 親族
- 渡辺知雄 - 兄[6]。外交官。三島市長。